# Jaurrieta
Jaurrieta (baskisch auch: Eaurta) ist ein Ort und eine Gemeinde im gemischtsprachigen Teil der Autonomen Gemeinschaft Navarra mit 180 Einwohnern (Stand: 2024).

## Lage
Jaurrieta liegt etwa 59 Kilometer ostnordöstlich von Pamplona nahe der Grenze zwischen Frankreich und Spanien in einer Höhe von ca. 915 m.

## Sehenswürdigkeiten
- Peterskirche